# Fabian von Aderkas
Fabian von Aderkas (* vor 1605; † 1683 in Reval) war ein Generalmajor der Schwedischen Armee und Besitzer der baltischen Güter Pennijöggi, Sallajöggi,  Tackfer, Bisterwolde und Kürbis. Er entstammte der deutschbaltischen Adelsfamilie Aderkas.

## Leben
Bereits im Jahr 1619 wurde der jugendliche Fabian von Aderkas von König Gustav II. Adolf von Schweden mit Padesjoki und Kumois in Finnland belehnt. In den 1620er-Jahren war er zusammen mit seinem Bruder, dem späteren Oberst Jürgen Aderkas (1603–1631), Cornet der livländischen Adelsfahne. Am 31. August 1625 übereignete der schwedische König aus seinem Feldlager bei Biržai Aderkas das ganze Dorf Salgal (Sallajoggi) in Estland. Im Mai 1638 kaufte Fabian Aderkas von Melchior Falkenberg das Gut Wittersbeck (Kürbis) mit den Dörfern Massküll, Rammeneck, Ranneküll und zwei Krügen in Livland für 3500 Reichstaler.
1656 war Fabian von Aderkas schwedischer Oberst und Kommandeur des Livländische Adelsregiments. Aufgrund seiner Siege bei Kokenhausen (1656), Erlaa (1657), bei der Verteidigung Pernaus (1658) und der Gefangennahme des kurländischen Oberst Johann Lübeck (1659), genannt „blinder Valentin“, wurde von Aderkas zum Generalmajor befördert. Im März 1659 blockierte er mit seinen Truppen (2000 Mann) die Festung Hasenpot in Kurland und nahm die gesamte Garnison (300 Mann, zwei Obersten, 9 Fahnen und 6 Kanonen) gefangen. Am 5. Juli 1679 schenkte Fabian Aderkas in Tackfer seinem Sohn Leutnant Otto Reinhold Aderkas sein Haus auf dem Domberg zu Reval. Er starb 1683 und wurde in der Nikolaikirche in Reval begraben.

## Ehe und Nachkommen
Fabian heiratete Anna von Tiesenhausen. Sie hatten zusammen die Söhne:
- Jürgen († 1655 in Polen), Rittmeister
- Magnus Johann (* 1627; † 24. Februar 1677 in Riga), Rittmeister
- Otto Reinhold († Dezember 1707), Rittmeister